# Dasht-e Lut
Dasht-e Lut (Perzisch: دشت لوت / کویر لوت) is een groot woestijngebied, gelegen in het zuidoosten van Iran. De woestijn is qua grootte nummer 25 van de wereld.
De oppervlakte van de woestijn is circa 51.800 km². De woestijn is ontstaan door de geografische opbouw van Iran. Iran (Perzië) bestaat voornamelijk uit grote plateaus die worden afgeschermd door bergketens. Bij deze bergketens valt het meeste neerslag, waardoor de tussenliggende bassins droogte kennen. Dasht-e Lut is zo'n bassin, een andere is de Grote Zoutwoestijn. Het oosten van Dasht-e Lut bestaat uit een zoutvlakte, het centraal gelegen gebied bestaat uit richels en groeven en het zuidoostelijke gedeelte bestaat uit zandduinen. Deze zandduinen zijn tot 300 m hoog, waardoor ze tot de hoogste ter wereld behoren.
De Dasht-e Lut werd door de UNESCO tijdens de 40e sessie van de Commissie voor het Werelderfgoed in juli 2016 in Istanboel erkend als natuurlijk werelderfgoed en toegevoegd aan de werelderfgoedlijst.

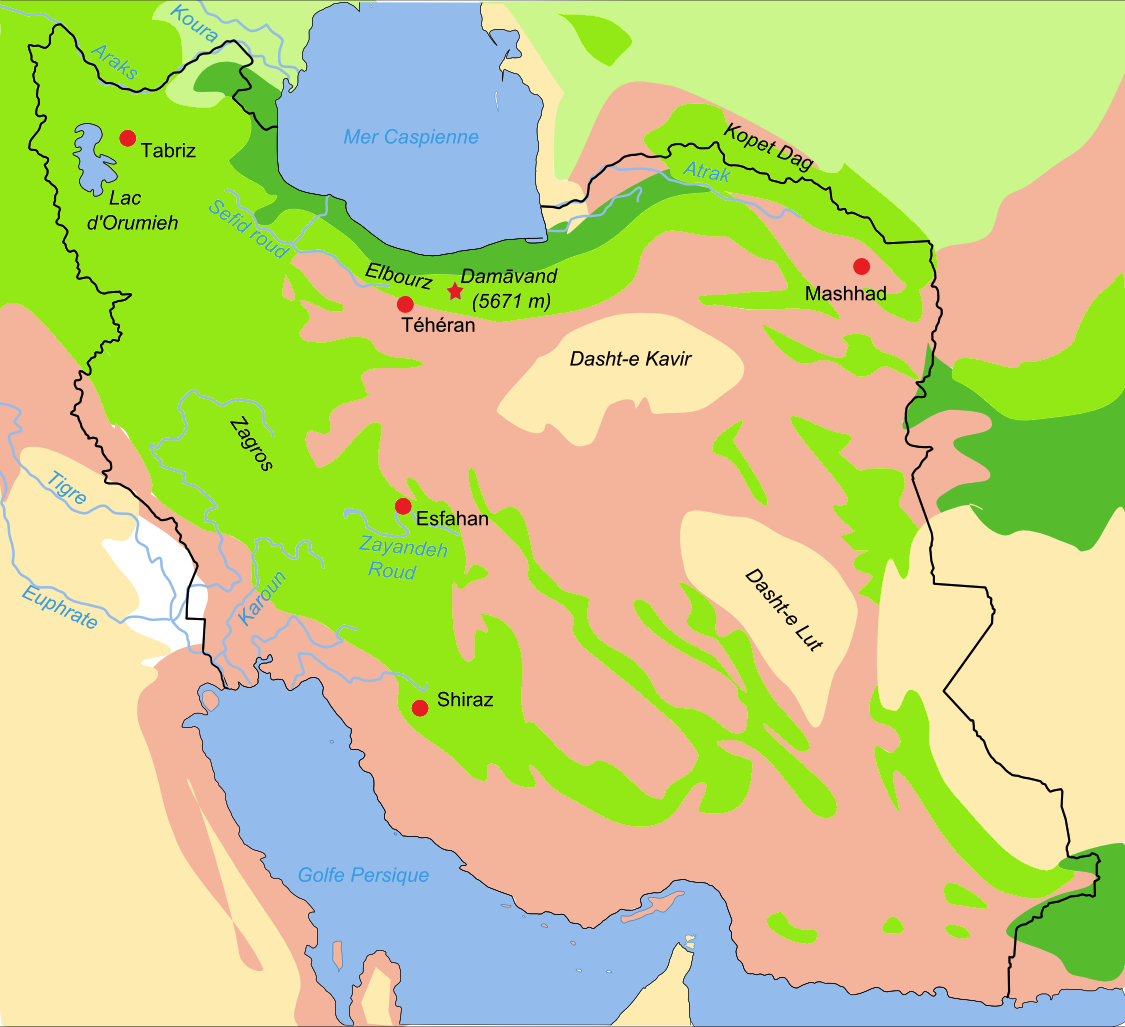
Ligging van Dasht-e Lut in het oosten van Iran
----

## Warmte
Metingen van de NASA met MODIS hebben uitgewezen dat de grondtemperatuur in Dasht-e Lut in de periode van 2003-2005 kon oplopen tot 70,7 °C. Hiermee zou dit de warmste plek op de aarde zijn geweest. Het heetste gedeelte van de woestijn is Gandom Beryan, een circa 480 km² groot plateau, bedekt met zwart lava.

## Bron
- Lut Desert (UNESCO)

Chogha Zanbil · Persepolis · Plein van de Emam · Takht-e Soleyman · Pasargadae · Bam en zijn cultuurlandschap · Soltaniyeh · Behistuninscriptie · Armeense kloosterensembles in Iran · Historisch hydraulisch systeem van Shushtar · Khānegāh en heiligdom van sjeik Safi al-Din · Bazaar van Tabriz · Perzische tuin · Vrijdagmoskee van Isfahan · Gonbad-e Qabus · Golestanpaleis · Shahr-i Sokhta · Susa · Cultuurlandschap van Meymand · Het Perzisch qanat · Dasht-e Lut · Historische stad Yazd · Archeologisch landschap van de Sassaniden in de Farsstreek · Hyrcaanse bossen · Trans-Iraanse Spoorlijn · Cultuurlandschap van Hawraman/Uramanat  · Hegmataneh
- Gemeinsame Normdatei: 4099944-0
- Library of Congress Control Number: sh97003064
- Nationale Bibliotheek van Israël: 987007561361405171
- Système universitaire de documentation: 160582784
- Virtual International Authority File: 246553938